# Bast (Baška Voda)
Bast falu Horvátországban Split-Dalmácia megyében. Közigazgatásilag Baška Vodához tartozik.

## Fekvése
Splittől légvonalban 47, közúton 58 km-re délkeletre, Makarskától 11 km-re északnyugatra, községközpontjától 4 km-re keletre, Közép-Dalmáciában a Biokovo-hegység délnyugati lejtői alatt található.

## Története
Az első ismert itt élt nép az illírek egyik törzse a dalmaták voltak, akik a magaslatokon épített, jól védhető erődített településeikben laktak. A rómaiak hosszú ideig tartó harcok után csak az 1. században hódították meg ezt a vidéket. Az illírek elleni 9-ben aratott végső győzelem után békésebb idők következtek. Bast a nevét a feltételezések szerint a közelében állt ókori városról Bistonról kapta. A mai horvátok ősei a 7. században az avar hódítás után érkeztek ide és 925-ben megalapították királyságukat. Bast első írásos említése 1434-ben Jurjević-Vlatković egyik oklevelében történt. A középkorban a mainál jóval nagyobb település volt, ezt bizonyítják a plébániatemplom közelében fekvő középkori temető ősi sírkövei, melyeket 1966-ban kulturális védelem alá helyeztek. A török hódítás idején a 15. század második felében lakossága nagyrészt a tengerpartra és a szigetekre menekült. A közeli Zadvarje (Duare) várának felszabadításával együtt 1684-ben szabadult fel végleg a több mint kétszáz éves török uralom alól, majd a Velencei Köztársaság része lett. A török veszély végével a környező települések újra benépesültek és a mai Bast lakóinak ősei is ekkor telepedtek itt le. A lakosság főként földműveléssel és állattartással foglalkozott. Plébániáját 1735-ben alapították, addig a veliko brdoi plébániához tartozott. 1804 óta bast-baška vodai plébániának nevezik. 1885-ig a plébániaház is itt állt, ekkor azonban a plébános átköltözött Baška Vodára. A velencei uralomnak 1797-ben vége szakadt és osztrák csapatok vonultak be Dalmáciába. 1806-ban az osztrákokat legyőző franciák uralma alá került, de Napóleon lipcsei veresége után 1813-ban újra az osztrákoké lett. 1857-ben 351, 1910-ben 450 lakosa volt. 1918-ban az új szerb-horvát-szlovén állam, majd később Jugoszlávia része lett. A település a háború után a szocialista Jugoszláviához került. 1991 óta a független Horvátországhoz tartozik. Baška Voda község 1993-ban alakult meg, addig Bast is Makarska községhez tartozott. 2011-ben a településnek 126 lakosa volt.

## Lakosság
| Lakosság változása | Lakosság változása | Lakosság változása | Lakosság változása | Lakosság változása | Lakosság változása | Lakosság változása | Lakosság változása | Lakosság változása | Lakosság változása | Lakosság változása | Lakosság változása | Lakosság változása | Lakosság változása | Lakosság változása | Lakosság változása |
| ------------------ | ------------------ | ------------------ | ------------------ | ------------------ | ------------------ | ------------------ | ------------------ | ------------------ | ------------------ | ------------------ | ------------------ | ------------------ | ------------------ | ------------------ | ------------------ |
| 1857               | 1869               | 1880               | 1890               | 1900               | 1910               | 1921               | 1931               | 1948               | 1953               | 1961               | 1971               | 1981               | 1991               | 2001               | 2011               |
| 351                | 0                  | 314                | 350                | 378                | 450                | 0                  | 461                | 455                | 453                | 421                | 274                | 180                | 158                | 136                | 126                |

(1869-ben és 1921-ben lakosságát Baška Vodához számították.)

## Nevezetességei
- A Nagyboldogasszony tiszteletére szentelt középkori plébániatemploma [4] valószínűleg a 15. században épült, de első említése csak a török uralom idején 1621-ben történt. Ezt a templomot lebontották és a helyére 1763-ban építették fel a mai templomot. Felszentelése 1780-ban volt. 1859-ben meghosszabbították, 1903-ban felújították. 1976-ban átrendezték a liturgikus teret. Homlokzatán kis rózsaablak, felül pedig pengefalú harangtorony látható, benne két haranggal. 1896-ban a rózsaablak fölé órát szereltek, melyet az udinei Solari cég készített. A templomnak három márvány oltára van, a spliti Josip Barišković munkái. A Nagyboldogasszony oltár 1879-ben, a Szent József oltár 1886-ban, a főoltár 1893-ban készült. A templom körül ősi temető található 14. és 15. századi díszes sírkövekkel

- A Szent Rókus templom [5] a 15. században épült gótikus, csúcsíves boltozattal. 1672-ben említi először Marijan Lišnjić makarskai püspök. A homlokzatán levő harangtoronyban egy harang található. Az oltáron álló Szent Rókus szobor a 17. században készített velencei munka.

- A településtől északra régészeti lelőhely, valamint egy Szent Illés (1895) és egy Szent Miklós kápolna (1926) található.

- A Smokvina-forrásnál a Grebišće nevű lelőhelyen a 13-15. századból származó ornamentikával díszített sírkövek találhatók.

## Gazdaság
A lakosság hagyományos megélhetési forrása a mezőgazdaság és a helyi kőbánya volt. A 20. század végétől már nagyrészt a turizmusból, szobák, apartmanok, magánházak kiadásából, vendéglátásból élnek.